# Le Theil (Manche)
Le Theil ist eine Ortschaft und eine ehemalige französische Gemeinde mit 653 Einwohnern (Stand: 1. Januar 2018) im Département Manche in der Region Normandie.
Mit Wirkung vom 1. Januar 2016 wurden die früheren Gemeinden Gonneville und Le Theil zu einer Commune nouvelle mit dem Namen Gonneville-Le Theil fusioniert und haben in der neuen Gemeinde den Status einer Commune déléguée. Der Verwaltungssitz befindet sich im Ort Gonneville.

## Lage
Nachbarorte von Le Theil sind Gonneville im Norden, Brillevast im Nordosten, Teurthéville-Bocage im Osten, Montaigu-la-Brisette im Südosten, Saussemesnil im Süden und Le Mesnil-au-Val im Westen.

## Bevölkerungsentwicklung

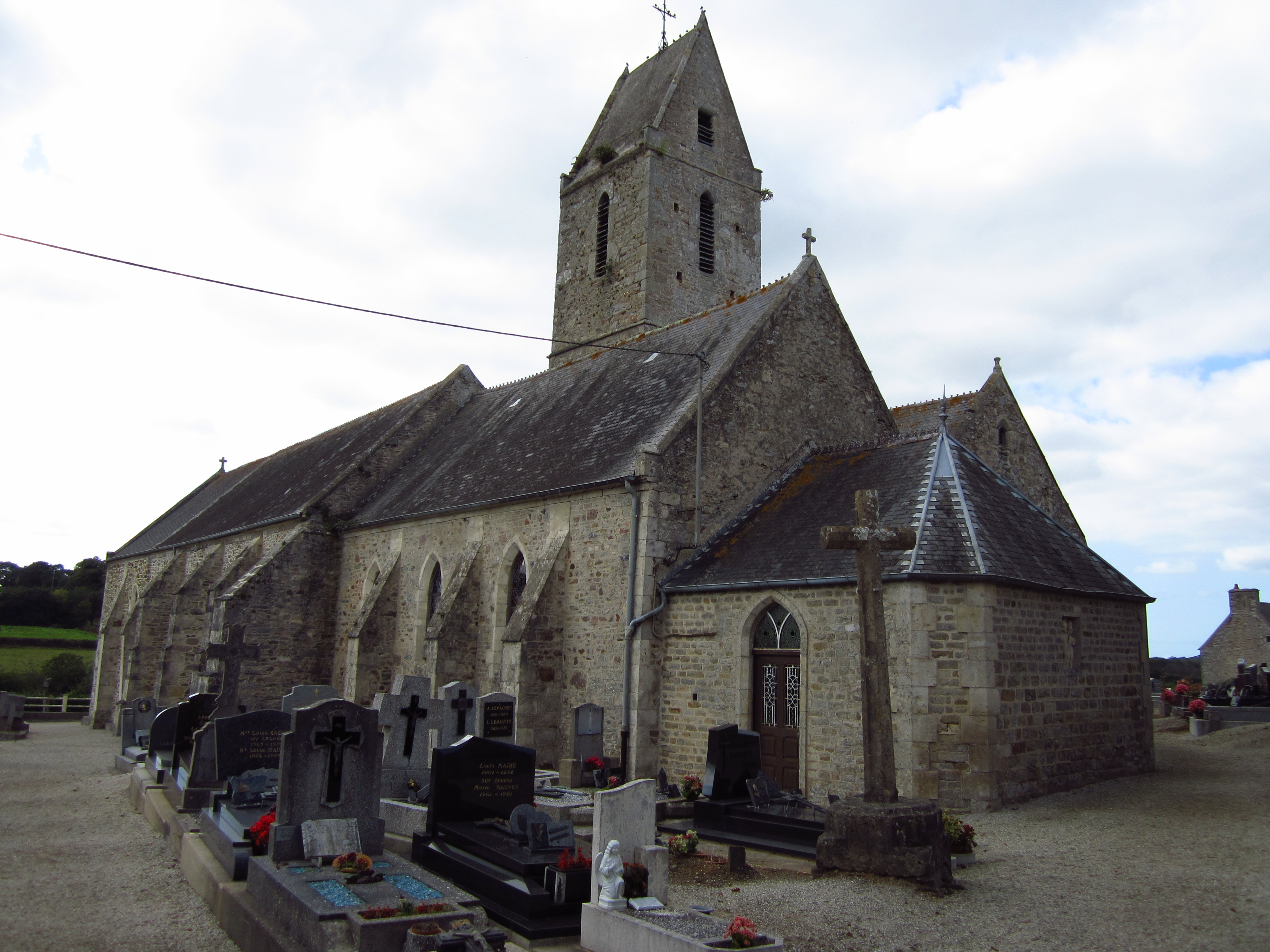
Kirche Sainte-Marguerite

| Jahr      | 1962 | 1968 | 1975 | 1982 | 1990 | 1999 | 2008 | 2018 |
| --------- | ---- | ---- | ---- | ---- | ---- | ---- | ---- | ---- |
| Einwohner | 421  | 382  | 371  | 447  | 523  | 558  | 682  | 653  |